# Зражевская, Александра Васильевна
Алекса́ндра Васи́льевна Зраже́вская (28 апреля [10 мая] 1805, по другим сведениям 1810, Санкт-Петербург — 22 октября [3 ноября] 1867, там же) — русская писательница, журналистка, переводчица.

## Биография
Родилась в семье архитектора Василия Ивановича Зражевского. С детства свободно владела английским и французским языками. Намеревалась стать «русской госпожой де Сталь», о чём сообщала в возникшей между ею и В. А. Жуковским переписке.
Переводила Жирардена, Бальзака, Нодье и других. Написала роман «Картины дружеских связей» (Санкт-Петербург, 1833 и 1839), незавершённый роман в письмах «Женщина — поэт и автор» (1842), повесть «Библиотека моего дяди» (1836), несколько критико-литературных статей.
Сотрудничала в журналах «Библиотека для чтения», «Сын Отечества», «Москвитянин» и главным образом в «Маяке», в 1840—1841.
В 1861 году была помещена в лечебницу для душевнобольных: воображала себя отроком Львом библейским, дочерью великого князя Константина Павловича.